# Élection présidentielle libérienne de 1853
L'élection présidentielle libérienne de 1853 se déroule en mai 1853 et s'achève avec la victoire de Joseph Jenkins Roberts, réélu pour un quatrième mandat.

## Résultat
Élu et réélu depuis 1847, Joseph Jenkins Roberts, est réélu pour un quatrième mandat. 